# Beteendeekonomi
Beteendeekonomi eller psykologisk ekonomi är en vetenskap som studerar hur individer fattar ekonomiska beslut i praktiken. Området är en tvärvetenskap i gränslandet mellan psykologi och mikroekonomi och är nära besläktat med ekonomisk psykologi. Beteendeekonomin prövar giltigheten av ekonomiska teorier med hjälp av psykologiska experiment. Beteendeekonomer är särskilt intresserade av att empiriskt undersöka om personers val och uppfattningar är rationella. Detta beror bland annat på att den klassiska ekonomiska teoribildningen bygger på förutsättningen att aktörerna i ekonomin är rationella.
Området fick större uppmärksamhet när psykologen Daniel Kahneman 2002 fick Sveriges riksbanks pris i ekonomisk vetenskap för sin forskning som utfördes på 90-talet tillsammans med Amos Tversky. 

Även år 2017 tilldelades beteendeekonomi ekonomipriset, denna gång med Richard H. Thaler som pristagare.
Eftersom området har praktisk användning i marknadsföring, försäljning och investeringar har populärvetenskapliga böcker och självhjälpsböcker på området nått relativt höga försäljningsantal för att vara fackböcker. Av bästsäljarna på detta område kan nämnas den israeliske psykologen Dan Ariely. En annan orsak till att området fått ett uppsving är att Finanskrisen 2007-2008 har misskrediterat de ekonomiska teorier som bygger på marknadens effektivitet och rationella aktörer, så att många ekonomer har försökt förbättra sina modeller med användning av psykologiska teorier.